# 아이신기오로 할라
아이신기오로 할라(만주어: ᠠᡳ᠌ᠰᡳᠨ
ᡤᡳᠣᡵᠣ
ᡥᠠᠯᠠ Aisin Gioro Hala, 한국 한자: 愛新覺羅氏 애신각라씨, 중국어 간체자: 爱新觉罗氏, 병음: Àixīnjuéluó shì, 일본어: アイシンギョロし)는 청 제국의 황성이다. 애신각락(중국어 정체자: 愛新覺落, 병음: Àixīnjuéluò)이라고도 한다.

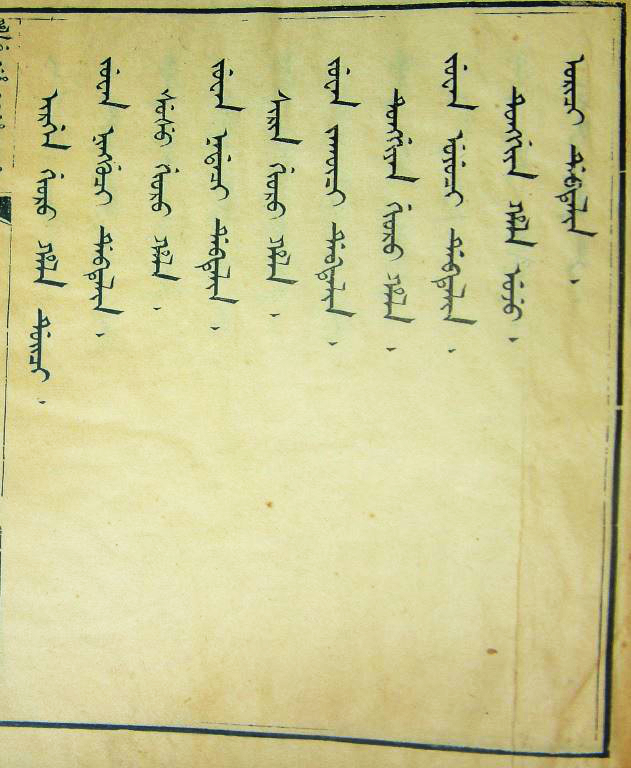
《팔기만주씨족통보(八旗满洲氏族通谱, Jakūn Gūsai Manjusai Mukūn Hala be Uheri Ejehe Bithe）》 33쪽

아이신기오로는 무쿤(穆昆, Mukūn)과 하라(哈拉, hala)의 연칭으로, 아이신(Aisin, 愛新)은 무쿤(穆昆: 가족 공동체)이요, 기오로(Gioro, 覺羅)는 할라(哈拉: 씨족 공동체, 성씨)이다.
청 제국의 제도에 따라 누르하치 부친 탁시의 직계자손을 욱순(宗室, 만주어: ᡠᡴᠰᡠᠨ Uksun)이라 하여 허리에 황금색 띠를 매었으며, 나중에 세간에서 황대자(黃帶子, 만주어: ᡥᠠᡴ᠋ᠰᠠᠨ
ᡠᠮ‍ᡳᠶᡝᠰᡠᠨ Haksan Umiyesun)로 불렸다. 탁시의 백·숙·형·제의 후예들은 기오로(覺羅, 만주어: ᡤᡳᠣᡵᠣ Gioro)라고 해서 홍색 띠를 매었으며 나중에 세간에서 홍대자(紅帶子, 만주어: ᡶᡠᠯᡤᡳᠶᠠᠨ
ᡠᠮ‍ᡳᠶᡝᠰᡠᠨ Fulgiyan Umiyesun)로 불렸는데 그들의 족적(族籍)은 종인부(宗人府, 만주어: ᡠᡴᠰᡠᠨ
ᠪᡝ
ᡣᠠᡩᠠᠯᠠᠷᠠ
ᠶᠠᠮᡠᠨ Uksun-be Kadalara Yamun)에서 관장하였고 족인들은 《옥첩(玉牒, 만주어: ᡥᠠᠨ
ᠢ
ᡠᡴᡠᠨ
ᠢ
ᡝᡷᡝᡥᡝ Han-i Uksun-i Ejehe)》에 등록되어, 모두가 정치·경제상의 일정한 특권을 누렸으나, 청 제국이 망한 뒤에는 이런 특권이 폐지되었다. 사실 아이신 기오로 일족은 19세기 말에 이르면 3만 명이 넘는 인구를 가진, 그 자체가 대규모이자 고도의 관료조직이 되었다. 국가에서 특정한 범죄행위로 처벌받은 사람들은 씨족에서 축출하라고 요구했고, 많은 방계 친척을 잘래남으로써 씨족의 승인을 제한하는 법률 계속해서 제정했었다.
아이신 기오로 하라 외에 기오로 하라로는, 이르건 기오로(Irgen Gioro, 伊爾根覺羅)·슈슈 기오로(Šušu Gioro, 舒舒覺羅)·아얀 기오로(Ayan Gioro, 阿顔覺羅)·훌러 기오로(Hule Gioro, 呼倫覺羅)·갸무후 기오로(Giyamuhu Giolo, 嘉穆瑚覺羅)·훌룬 기오로(Hūlun Gioro, 呼倫覺羅)·통얀 기오로(Tongyan Gioro, 通顔覺羅)·아하 기오로(Aha Gioro, 阿哈覺羅)·찰라 기오로(Cala Giolo, 察喇覺羅) 등이 있다.

## 유래
여러 사례를 보면 아이신 기오로는 누르가치 이전에 없었던 것으로 보인다. 《용비어천가》에는 먼터무에 대하여 협온맹가첩목아(夾溫猛哥帖木兒), 갸온멍거터물이라고 표현하고 있다. 협온(夾溫)은 여진 고유의 성이고, 동(童)은 중국의 영향을 받아 만들어진 중국식 성이라 추정된다. 갸온은 금대의 갸구(加古, 여진어: Gia-gu)으로 소급된다. 금대에도 갸구와 동(仝: 同의 고자이다)이 같은 성으로 혼용되어 쓰였다. 조선에서 먼터무 일족의 성을 칭할 때 갸온보다 동이 더 많이 사용됐다. 훗날 누르가치 시기에 조선과 명은 누르가치의 성을 동(佟)이나 동(童)이라고 썼는데, 명대에 요동으로 가서 시찰을 한 사업(司業) 장내(張鼐)라는 자가 쓴 《요이략》이라는 서적에는 "노(누르가치)의 조부 동교장(佟敎場)은 건주위좌도독첨사(建州衛左都督僉事)이였다라고 이르고, 1596년, 정월에 누르하치가 조선에 쓴 서신에서 이르기를, "여진국건주위관속이인주 동노아합적(佟奴兒哈赤)이 올린다. 우리의 사정에 관해서는 너희 조선국과 우리 여진국 양국을 왕래하는 인편에 잘 알고 있거니와, 우리들 양국에는 동병지례가 없었다. 또, 1605년 11월 11일, 누르가치가 조선의 변계 장수에게 보낸 서신에는, 자신을 건주등처지방국왕(建州等處地方國王) 동(佟)이라고 칭했다.
이렇듯 누르가치 역시 스스로 성이 동이라고 종종 말하고는 했다. 이 동이 여진족의 저명한 성인 퉁갸 하라의 약칭이라는 주장도 있다. 만주족 씨족 제도에 따르면 이들은 엄격한 외혼제를 실시해 같은 성끼리 결혼을 할 수 없었다. 그러나 사료의 기록을 보면 누르가치의 선조나 후손 중에는 동씨와 결혼한 경우가 적지 않다. 이는 누르가치 일족의 원래 성이 결코 동씨가 아님을 입증한다. 또한 누르가치가 성을 동씨라 한 것은 그저 명과 조선을 상대했을 때 뿐으로, 자신 부족에서는 그렇게 사용한 적이 없다. 예를 들어 만력 16~20년 경에 그는 건주 여진의 각 부족들 통일하고 명 조정으로부터 새 직책을 받았다. 이때 그는 수도로 조공하러 가면서 동이라는 성을 빌려 사용했다.
누르가치가 동이라는 성을 빌려 사용한 것은 움직이기 어려운 확실한 사실이다. 이는 그 자신의 실력이 강해지고 입지가 확고해진 다음에 가족의 성을 다시금 동으로 하지 않고 '아이신 기오로'로 개칭한 데에서 잘 드러난다. 이는 몇 가지 증거로 증명할 수 있다.
우선 1588년에 누르가치가 건주 여러 부족을 정벌할 때의 상황이다. 구체적으로 아이고채(雅爾古寨)의 우두머리 호나호(扈喇虎)가 소속 부락을 인솔하여 귀순했다. 그 아들 퉁갸 후르한에게 기오로 하라를 하사하고 양자로 삼았다.
다음으로 《흠정만주제신제천전례》(欽定滿州祭神祭天典禮, 만주어: ᡥᡝᠰᡝᡳ
ᡨᠣᡴᡨᠣᠪᡠᡥᠠ
ᠮᠠᠨᠵᡠᠰᠠᡳ
ᠸᡝᠴᡝᡵᡝ
ᠮᡝᡨᡝᡵᡝ
ᡴᠣᠣᠯᡳ
ᠪᡳᡨᡥᡝ Hesei Toktobuha Manjusai Wecere Metere Kooli Bithe)의 첫 관에 기재돼 있는 건륭 12년의 한 상유가 있다. 이 상유에는 황실의 조상이 신에게 제사지낸 일이 기재되어 있다. 이 중에 "우리 애신각라 성을 가진 사람은 신에게 제사를 지낼 경우 황궁에서부터 귀족 집안에 이르기까지 신령의 축복에 감사하는 것을 제일 중요하게 생각한다."라는 부분이 있다. 그러나 이 글의 만문본에 그저 '기오로'로 쓰여 있다. '아이신'은 없다. 누르가치 부친과 조부 시대에는 그들의 성이 그저 기오로였다는 사실을 알 수 있다. 1618년 음력 4월 무렵부터 누르가치는 자신의 상황과 금나라 건국기를 동일시 하기 시작했다. 누르가치는 기오로 앞에 아이신을 더해 자신이 금나라의 후예라는 사실을 만방에 알렸다. 이 성은 여진족을 끌어모으고 단합하는 데 큰 역할을 했다.
정천정은 《애신각라득성계의(爱新觉罗得姓稽疑)》에서 건륭 연간 《금사》에는 여진 인명과 여진어를 만주 문자 혹은 한자로 주석을 달았는데, 《팔기만주씨족통보》(八旗满洲氏族通谱, 만주어: ᠵᠠᡴᡡᠨ
ᡤᡡᠰᠠᡳ
ᠮᠠᠨᠵᡠᠰᠠᡳ
ᠮᡠᡴᡡᠨ
ᡥᠠᠯᠠ
ᠪᡝ
ᡠᡥᡝᡵᡳ
ᡝᠵᡝᡥᡝ
ᠪᡳᡨᡥᡝJakūn Gūsai Manjusai Mukūn Hala be Uheri Ejehe Bithe에 협곡씨(夹谷氏)만 주석이 달지 않았고, 건륭 연간《금사》의 협곡의 표음(標音)은 객이고(喀爾庫)라 표기한 것을 한어발음의 각도에서 추론하여 이 두 개 단어가 무관함을 밝혔으며, 따라서 건륭제가 《금국어해(金國語解)》를 정할 때, 만주 울라에 거주했던 카르쿠씨(喀爾庫氏, 만주어: ᡴᠠᡵᡴᡠ
ᡥᠠᠯᠠKarku Hala)를 협곡씨라고 하여 스스로 숨긴 것으로 의심했다.
김계종은 《연대여진진사제명비》에 등장하는 갸루 후수르가이(交魯胡速魯改, 여진어: Gia-ru xu-sur-gai), 부방(附旁)에 "갸루 후통기(交魯忽通吉, 여진어: Gia-ru hutong-gi)'라는 여진인명에서 갸루(交魯, 여진어: Gia-ru)를 성씨로 간주하고, 이가 바로 후에 기오로로 변화했다고 주장했다. 그런데, 금대의 《여진성씨보》에 갸루(交魯)라는 성씨가 기재되어 있지않다. 장박천은 아이신 기오로가 바로 금대의 애신씨(愛申氏, 여진어: Ai-ʃĩn)와 김계종이 성씨로 추측한 갸루에 근원을 두고 있으며, 이 두 성씨가 합해져서 이루어진 씨족이라는 것이다. 근거로, 《금사》의 녹완씨(耨碗氏)와 온돈씨(溫敦氏)가 합해져서 녹완온돈씨(耨碗溫敦氏)가 되었는 바, 이 둘이 연합 혹은 혼인관계로 부친과 모친쪽 양측의 부족의 성씨가 합해져서 녹완온돈씨(耨碗溫敦氏)가 된 것으로 추측했고, 애신(愛申)은 곧 말갈 7부 중 안차골부(安車骨部)의 후예로, 안차골수(安車骨水)는 바로 지금의 우수리강으로, 안차골말갈은 강물로써 부족명을 삼았고, 후에 후예인 아속씨(阿速氏)와 애신씨(愛申氏)도 우수리강에서 부족명을 삼았다고 추측했다.
호증익은 소위 종망한인들은 송 황제의 종실 및 그를 끝까지 모셨던 대신 그룹의 후예임을 잊지 않기 위해 자기들의 성에는 종족이라는 뜻이 있는 하라인 기오로 뒤에 송의 황성인 조(趙) 덧붙여서 자신들의 정체성을 잊지 않기 위해 새로운 씨족을 만들면서 조(趙)의 반절을 쪼개서 기오로로 고쳤던 것인데 이를 환원하면 바로 조씨(趙氏)가 된다. 《강희자전(康熙字典)》에 조(趙)자의 반절은 《광운(廣韻)》에서는 치소절(治小切), 《집운(集韻)》·《운회(韻會)》·《정운(正韻)》에서는 직소절(直紹切)이요, 발음은 모두 조(肇)라고 하였다. 다시 말하면 조자의 반절은 治나 直은 초음이 zh, 종성은 ao이니 현대 중국어로는 zhao가 된다. 이 발음은 자신들을 감시하는 여진족들이 알아 듣지 못하도록 jiao lao로 발음하였다는 이론으로 아이신 기오로 일족이 송 휘종의 후예라고 추측했다.

## 역사

### 탄생
아이신 기오로 일족의 명칭과 역사는 다른 어떤 만주족의 일족만큼이나 필요한 것이었으며, 또 가공되었다. 누르가치의 무쿤(穆昆, 만주어: ᠮᡠᡴᡡᠨ Mukūn) 공동체는 그 자신의 시대레는 틀림없이 잘 정비되었겠지만 매우 명확하게 이름이 붙은 것도 아니었고, 그 역사도 걸출한 조상을 가젔다고 주장할 수 있다는 사실에도 불구하고 몇몇 모호한 구절이 있었다. 조상의 혈통을 정확하게 주장한 시기가 언제였는지는 불분명하지만, 그 이름을 선택한 이유는 좀 더 분명하다. 그 이유는 비교적 관련이 먼 집단이 통치권을 주장하지 못하도록 차단하고, 종족에 근거한 샤머니즘적 숭배를 국가의 제례로 형성되도록 하며, 제국의 역사에 동기를 부여하기 위해서였다.

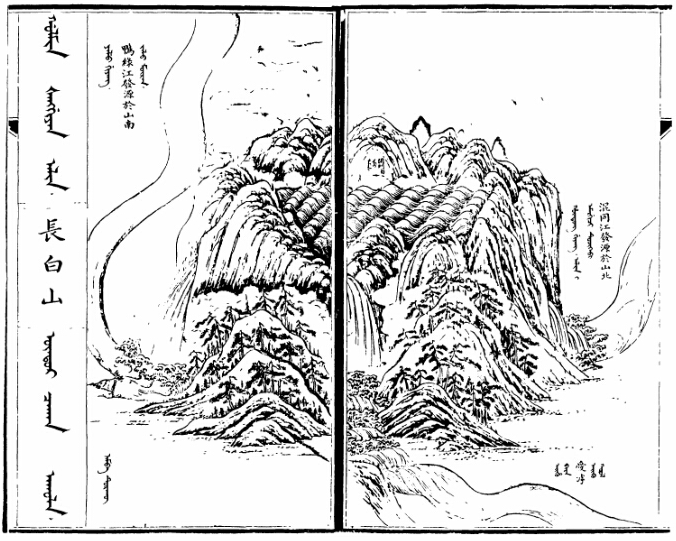
《만주실록(滿洲實錄,) 1권의 만주 건국 신화 삽화 중 장백산 부분

장백산(만주어: ᡤᠣᠯᠮᡳᠨ
ᡧᠠᠩᡤᡳᠶᠠᠨ
ᠠᠯᡳᠨ Golmin Šanggiyan Alin)의 동쪽에 부쿠리산(布庫里山, 만주어: ᡴᡡᡵᡳ
ᠠᠯᡳᠨ Bukūri Alin)이 있는데, 그 아래에 불훠리(布爾瑚裡, Bulhūri)라는 연못이 있었다.
천녀(天女) 셋이 하늘에서 내려와 연못에서 목욕하였는데, 장녀는 엉구런(恩固倫, Enggulen)이고, 차녀는 정구런(正固倫, Jenggulen)이며, 계녀(季女, Fiyanggū Sargan)는 퍼쿠런(佛庫倫, Fekulen)이다. 세 선녀가 목욕을 마치자, 신령스러운 까치(神鵲, Enduri Saksaha)가 주과(朱果, Fulgiyan Tubihe)를 입에 문 채 곧 계녀의 옷 소매에 두니, 계녀가 주과를 삼켰고, 마침내 임신하였다. 이윽고 사내 하나를 출산하니, 태어나면서부터 말에 능했고, 체모가 기이하였다.
장성함에 이르러, 퍼쿠런이 잉태한 연고를 알려주고는, 명하여 말하길,
"하늘이 나라의 난을 평정하기 위해 너를 생산하였으니, 아이신 기오로(愛新覺羅, Aisin Gioro)를 성씨(Hala)로 삼고, 부쿠리 용숀(布庫里雍順, Bukūri Yongšon)을 이름으로 삼겠다" 그리고 곧 하늘 높이 올라 가버렸다.

### 몰락
신해혁명으로 무능하고, 부패가 절정인 봉건전제의 청 제국이 와해되었지만, 진정한 공화정치가 실현되지 못하고 군벌의 통치가 뒤를 이었으며 민족 차별 정책이 수반되었다. 전국 각지의 주방팔기(駐防八旗)들은 예를 들어 서안·남경·항주·형주 등지에서 무고한 만주족 관병을 살해하는 사건이 도처에서 일어났다. 이에 따라 만주족 사람들은 어쩔 수 없이 한족(漢族)의 성씨로 바꾸는 것이 적지 않았다. 만주족이 많은 북경지역에서는 소수의 달관 · 현귀이기 때문에 족속과 성씨를 바꿀 방법이 없는 사람 이외에 일반적으로 만주인들은 족속과 성씨를 바꾸는 숫자가 적지 않았으며, 그렇지 않는다면 입에 풀질하고 살 방도조차 찾을 수도 없을 뿐만 아니라, 이미 가지고 있던 직장이나 일자리도 잃어버릴 수 밖에 없었다. 그리하여, 많은 아이신 기오로 일족들은 자신의 성을 한성 김(金)·조(趙)·조(肇)·라(羅)·애(艾)로 바꿨으며, 대대로 요령성 무순 신빈 만족 자치현 일대에서 살았다.

## 같이 보기
- 만주족
- 후금
- 청나라
- 청나라의 군주 목록
- 장훈복벽
- 만주국